# Comissário de guerra
 Comissário de Guerra é um termo geral que indica qualquer uma das patentes mais elevadas de um destacamento militar. É o Comissário de Guerra que tem a responsabilidade das ações organizadas pelos soldados.